# Demandas judiciales contra Dios
Demandas judiciales contra Dios han ocurrido tanto en la vida real como en ficción, los problemas qué fueron debatidos en estas acciones fueron los problemas del mal y actos de Dios dañinos.

## Demandas reales

### Ramón Alcides Valencia
Ramón Alcides Valencia, es un abogado oriundo del municipio de Concepción, un pueblo patrimonial del oriente de Antioquia fundado en 1771 bajo el nombre de Nuestra Real de Minas de Nuestra Señora de la Concepción, un pueblo de marcada tradición religiosa. Uno de los monumentos arquitectónicos de Concepción es su templo, mismo que, para el 2010, ya dejaba ver claros signos de deterioro que le restaban belleza y, más importante aún, ponían en riesgo a los feligreses que cada día asistían fielmente a misa. De modo que el párroco de la época, Humberto Hincapié, reunió los documentos legales del templo y viajó hasta Bogotá para pedirle al Ministerio de Cultura el permiso, y de paso el dinero, para restaurar el templo. En 1999, Concepción fue declarado como Bien de Interés Cultural de Carácter Nacional. Esta declaratoria, otorgada por el Ministerio de Cultura, no solo le dio mayor renombre a Concepción como destino turístico y patrimonial de Antioquia, sino que fijó una serie de normas sobre el cuidado de los bienes ubicados en su centro histórico. Una de esas normas dicta que cualquier proceso de intervención o restauración de un bien inmueble debe contar, sin excepción alguna, con la autorización del Propietario. El problema es que las escrituras decían otra cosa, decían que en 1860 Nepomucena Osorio, dueña del predio donde levantaron en 1770 una primera capilla con cal y paja, donó su propiedad a Nuestro Amo y a la Cofradía de las Ánimas. La solución que se le ocurrió al abogado, la única salida posible, fue hacer un proceso de pertenencia. Debían demostrar que la parroquia era la legítima propietaria y para eso tenían que demandar a las ánimas y a Nuestro Amo. En mayo de 2011 Ramón instauró la demanda ante el Juzgado Primero Civil del Circuito de Rionegro. El juez ordenó que se notificara públicamente a los demandados. El 26 de junio de 2011, EL COLOMBIANO publicó un aviso de emplazamiento judicial en el que informaba que la Parroquia La Inmaculada Concepción demandaba a la cofradía de las ánimas y Nuestro Amo y a cualquier persona que se considerara con derecho a la propiedad del terreno, y les advertía que de no comparecer ante el juzgado en los siguientes quince días se asignaría a un curador Ad-Litem para notificarse sobre la demanda. Nadie apareció. A mediados de 2012 el juez ordenó un interrogatorio al párroco Carlos Andrés. Efectivamente, tras tomarle juramento y aclararle que cualquier fallo a la verdad podría tener consecuencias penales, le preguntó si conocía a nuestro amo y a las ánimas. El padre respondió que no. El 28 de septiembre de 2012 el juez dictó sentencia: reconoció la titularidad del predio por parte de la parroquia con nuevas escrituras y dejó sin efecto la escritura en papel amarillento que con hermosa letra cursiva dejaba constancia de la voluntad de la señora Nepomucena 152 años atrás.

### Betty Penrose
En 1970, abogado de Arizona, Estados Unidos Russel T. Tansie hizo una demanda contra Dios de parte de su secretaría, buscando $100,000 dólares estadounidenses en daños.
Penrose culpó a Dios por su "negligencia", permitiendo que un rayo cayera en su casa.
El caso fue finalmente invalidado.

### Ernie Chambers
En el estado estadounidense de Nebraska, el senador del estado Ernie Chambers hizo una demanda contra Dios en 2008, buscando una orden judicial permanente en contra de las actividades dañinas de Dios, como un intentó de hacer luz a lo fácil qué es él acceso público a la corté. La demanda fue rechazada porqué Dios no podía ser notificado sobre está demanda apropiadamente, debido a que el ser sobrenatural no tiene una dirección especificada, la corté dijo "Debido a qué ningúna acción podría ser tomada contra él acusado, el caso va a ser rechazado con prejuicio".
El senador, asumiendo qué Dios es un individual singular y que todo lo sabe respondió: "La corte reconoce la existencia de Dios, la consecuencia de este reconocimiento es que tambien reconocen la omniciencia de Dios, y, como Dios lo sabe todo, el también sabe sobre la demanda." 
Chambers hizo la demanda en contra de otra demanda que consideró inapropiada

### Pavel M
En 2005, un prisionero rumano identificado cómo Pavel M, sirviendo 20 años después de ser condenado con asesinato, hizo una demanda contra la Iglesia Ortodoxa Rumana, cómo los representantes de Dios en Rumania, por haber fallado en mantenerlo alejado del diablo, diciendo que su bautizo fue un contrato vinculante
La demanda fue rechazada debido a que Dios no es un individual o una compañía, y por lo tanto no estaba sujeto a la corte civil de jurisdicción de la ley

### Chandan Kumar Singh
Chandan Kumar Singh, un abogado de Bihar, India, demandó al dios Hindú Rama por maltratar a su esposa, la diosa Sita, la corte rechazó su caso, llamándolo impráctico

## En ficción
En la película de comedia El hombre que demandó a Dios (2001), un pescador interpretado por Billy Connolly desafía con éxito el derecho de las compañías de seguros a rechazar el pago de un barco destruido sobre la cláusula de exención legal común de un acto de Dios. En una demanda contra las instituciones religiosas del mundo como representantes de Dios en la Tierra, las instituciones religiosas enfrentan el dilema de o tener que declarar a Dios no existe para defender el principio legal, o ser responsable de los daños causados por actos de Dios.
Frank vs. Dios también es una película independiente del año 2014 con el mismo concepto
Igualmente, en una película india, OMG - Oh My God! (2012), el protagonista Kanji Mehta (interpretado por Paresh Rawal) presenta una demanda contra Dios cuando su tienda es destruida en un terremoto y la compañía de seguros se niega a aceptar su reclamo, afirmando que "acto de Dios" no está cubierto por su póliza de seguro. La película en telugu  Gopala Gopala (película de 2015) es una nueva versión de esto, al igual que el idioma kannada de 2016 Mukunda Murari.
En el episodio "Ángeles y dirigibles" (1998) del drama legal televisivo Ally McBeal, un niño con leucemia intenta demandar a Dios. En el episodio "Los cascanueces" (2006-2007) de la comedia dramática legal televisiva Boston Legal, una mujer demanda a Dios por la muerte de su marido. "Dios en el muelle", un episodio de 1980 de la serie de televisión cristiana Insight, presenta a Richard Beymer como Dios puesto a prueba por la humanidad. 
En la novela de Fyodor Dostoyevsky Los hermanos Karamazov (1880), uno de los personajes cuenta la historia de un gran inquisidor en España que se encuentra con una encarnación de Jesús, lo interroga y lo exilia.